# Anagarypus heatwolei
Anagarypus heatwolei är en spindeldjursart som beskrevs av William B. Muchmore 1982. Anagarypus heatwolei ingår i släktet Anagarypus och familjen gammelekklokrypare. Inga underarter finns listade i Catalogue of Life.